# Тојота (Аичи)
Тојота (јап. 豊田市) град је у Јапану у префектури Аичи. Средиште је и место оснивања чувеног јапанског произвођача аутомобила.  Према попису становништва из 2005. у граду је живело 412.131 становника.

## Историја
До 1959. град је био познат под називом Коромо (јап. 挙母市) када је у част породице Тојода и њеног утицаја на економски развој добио данашње име.

## Становништво
Према подацима са пописа, у граду је 2005. године живело 412.131 становника.
| 1995.   | 2000.   | 2005.   | 2010.   | 2015.   |
| ------- | ------- | ------- | ------- | ------- |
| 383.800 | 395.224 | 412.131 | 421.487 | 422.542 |

## Партнерски градови
- Дарби
- Детроит